# Ferdinande von Schmettau

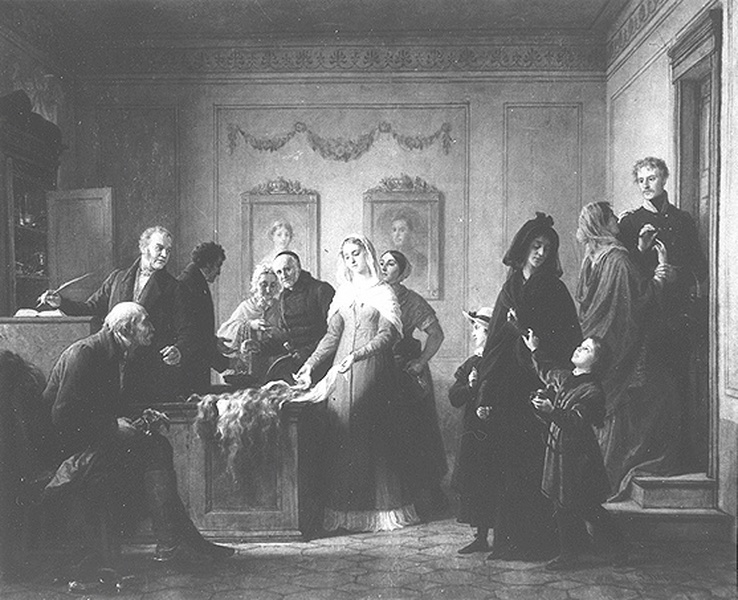
Ferdinande von Schmettau ofiaruje swoje włosy na ołtarzu ojczyzny. Czarno-biała reprodukcja obrazu Gustava Graefa z 1863 (obecnie w zbiorach Nationalgalerie Berlin)

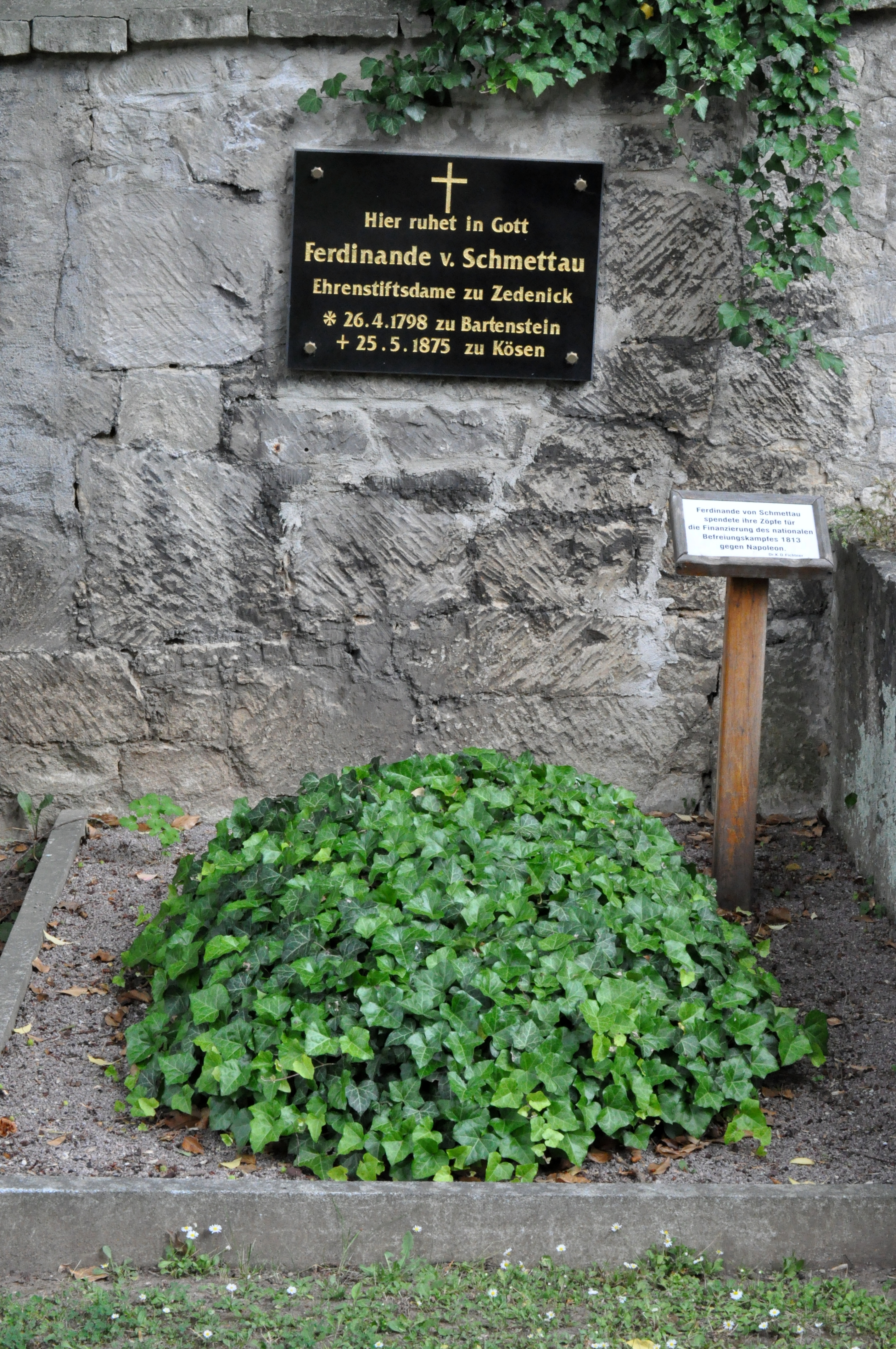
Grób (2011)

Ferdinande von Schmettau (ur. 26 kwietnia 1798 w Bartoszycach  – zm. 25 maja 1875 w Bad Kösen) − córka majora armii pruskiej, znana ze sprzedaży swoich włosów w celu wsparcia pruskiej armii; symbol oporu wobec armii Napoleona.
Ferdinande von Schmettau urodziła się 26 kwietnia 1798 roku w wielodzietnej rodzinie emerytowanego majora pruskiej armii i mieszkała w miejscowości Stary Górnik. W 1813 roku, czasie wojny toczonej przeciw Napoleonowi (VI koalicji antyfrancuskiej), Maria Anna Amalie von Hessen-Homburg, bratowa króla Fryderyka Wilhelma III, wydała odezwę do pruskich kobiet, wzywając je do oddawania biżuterii na rzecz finansowania armii pruskiej. Ferdinande von Schmettau, nie mając żadnych kosztowności, wpadła na pomysł sprzedania swoich włosów fryzjerowi wykonującemu peruki. Zarobione w ten sposób dwa talary przekazała następnie na cele armii.
W późniejszym okresie mieszkała w Bad Kösen; tam też zmarła i została pochowana. Jej grób zachował się do dziś.
W pruskiej, a następnie niemieckiej i hitlerowskiej tradycji była przedstawiana jako przykład poświęcenia dla ojczyzny; jej sylwetka obecna była także w podręcznikach szkolnych.